# Hanns Sachs

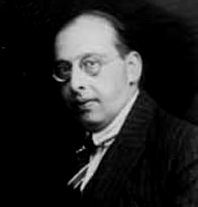
Hanns Sachs, um 1920

Hanns Sachs (* 10. Januar 1881 in Wien, Österreich-Ungarn; † 10. Januar 1947 in Boston) war ein österreichischer Psychoanalytiker, Jurist und früher Mitarbeiter Sigmund Freuds.

## Leben
Hanns Sachs wurde geboren als Sohn des jüdischen Rechtsanwalts Samuel Sachs, der aus dem Sudetenland mit seiner Familie nach Wien übergesiedelt war. Im Jahr 1899 legte Hanns Sachs die Maturatsprüfung am Maximilians-Gymnasium in Wien ab. Er studierte anschließend Jura an der Universität Wien. Dort promovierte er 1904 und ließ sich in Wien als Rechtsanwalt nieder. Nach der Lektüre von Sigmund Freuds „Traumdeutung“ besuchte er regelmäßig die Vorlesungen Freuds und wurde 1909 Mitglied der Mittwochs-Gesellschaft. Im Februar 1911 hielt er hier sein erstes Referat zum Thema „Über die Anwendbarkeit der Psychoanalyse auf Werke der Dichtkunst“. Beim 3. Internationalen Kongress der Psychoanalytiker im Jahr 1911 in Weimar referierte Hanns Sachs über die Beziehung zwischen Psychoanalyse und Geisteswissenschaften. Ab 1912 war er zusammen mit Otto Rank Herausgeber der Zeitschrift „Imago - Zeitschrift für die Anwendung der Psychoanalyse auf die Geisteswissenschaften“.
1913 wurde er Mitglied des „Geheimen Komitees“, das aus ihm, Karl Abraham, Sándor Ferenczi, Ernest Jones und Otto Rank bestand. Von 1920 bis 1932 lebte und arbeitete er in Berlin, wo er der erste Lehranalytiker, u. a. von Karen Horney und Frieda Reichmann, überhaupt wurde. 1925 waren er und Karl Abraham wissenschaftliche Berater für den Stummfilm von Georg Wilhelm Pabst „Geheimnisse einer Seele“.

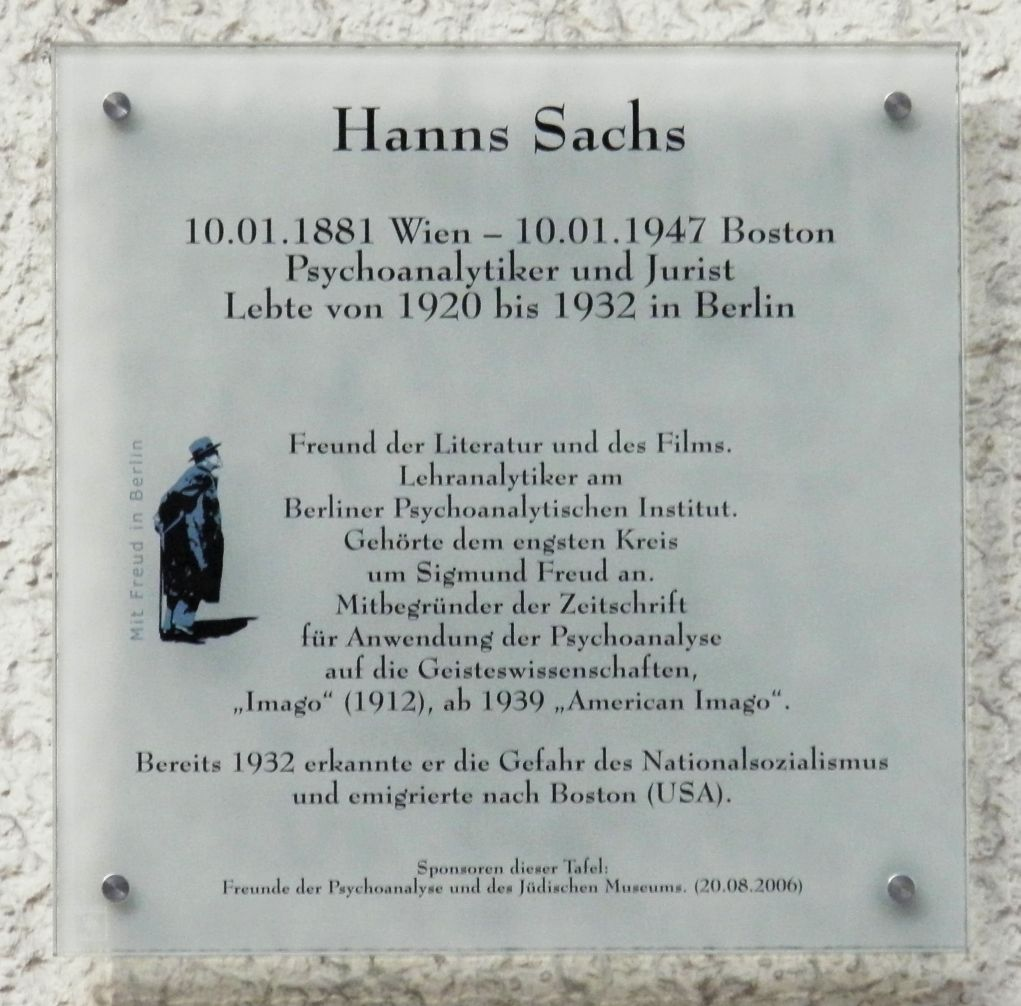
Gedenktafel für Hanns Sachs in der Mommsenstraße 7 in Berlin, aus der Reihe Mit Freud in Berlin

Schon früh erkannte Sachs die Gefahren des Nationalsozialismus und emigrierte 1932 in die USA, nach Boston. Dort gab er ab 1939 die Zeitschrift „American Imago“ heraus.

## Würdigung
Sachs hat in seinen Schriften wesentliche Beiträge zur Entwicklung einer psychoanalytischen Literaturtheorie geleistet. Reiner Wild, der am Lehrstuhl für neuere Germanistik der Universität Mannheim eine Edition der literaturwissenschaftlichen und literaturtheoretischen Arbeiten von Hanns Sachs vorbereitet, schreibt: „In diesen Arbeiten, deren Zentrum die 1924 erschienene Studie „Gemeinsame Tagträume“ bildet, entwickelte er eine psychoanalytische Literaturtheorie, die vom sozialen Charakter des Kunstwerks – als einem gemeinsamen, d. h. kollektiven Tagtraum – ausgeht.“
Im September 1989 fand in der „Boston Psychoanalytic Society and Institute“ das erste Hanns Sachs Symposium statt.

## Werke
- Die Bedeutung der Psychoanalyse für die Geisteswissenschaften. (mit Otto Rank). 1913.
- Ars amandi psychoanalytica, oder, Psychoanalytische Liebesregeln. Reuss & Pollak, Berlin 1920.
- Gemeinsame Tagträume. Internationaler psychoanalytischer Verlag, Berlin / Leipzig / Wien 1924.
- Bubi Caligula: Lebensgeschichte des Caligula. Bard, Berlin 1930. Reprint der Ausgabe, Verlag Internationale Psychoanalyse, Weinheim 1991, mit einem Nachwort von Hans-Martin Lohmann.
- Die Verspätung des Maschinenzeitalters. Imago Bd. XX Heft 1, Wien 1934.
- Zur Menschenkenntnis: Ein psychoanalytischer Wegweiser für den Umgang mit sich selbst und anderen. Internationaler psychoanalytischer Verlag, Wien 1936.
- The creative unconscious: Studies in the psychoanalysis of art. Sci-Arts Publishers, Cambridge (Massachusetts) 1942.
- Freud: Master and Friend. Imago, London 1945.
  - Übersetzung: Freud: Meister und Freund. Imago, London 1950.
- Masks of love and life: The philosophical basis of psychoanalysis. Hrsg. von Abraham Aaron Roback. Sci-Arts Publishers, Cambridge (Massachusetts) 1948.
  - Übersetzung: Wie Wesen von einem fremden Stern: Der philosophische Hintergrund der Psychoanalyse. Psychosozial-Verlag, Giessen 2005, ISBN 3-89806-416-6.
- Psychoanalyse und Dichtung. In: Bernd Urban (Hrsg.): Psychoanalyse und Literaturwissenschaft. Texte zur Geschichte ihrer Beziehungen. Niemeyer, Tübingen 1973, ISBN 3-484-19023-X, S. 93 ff.